# Министерство земли, инфраструктуры, транспорта и туризма Японии

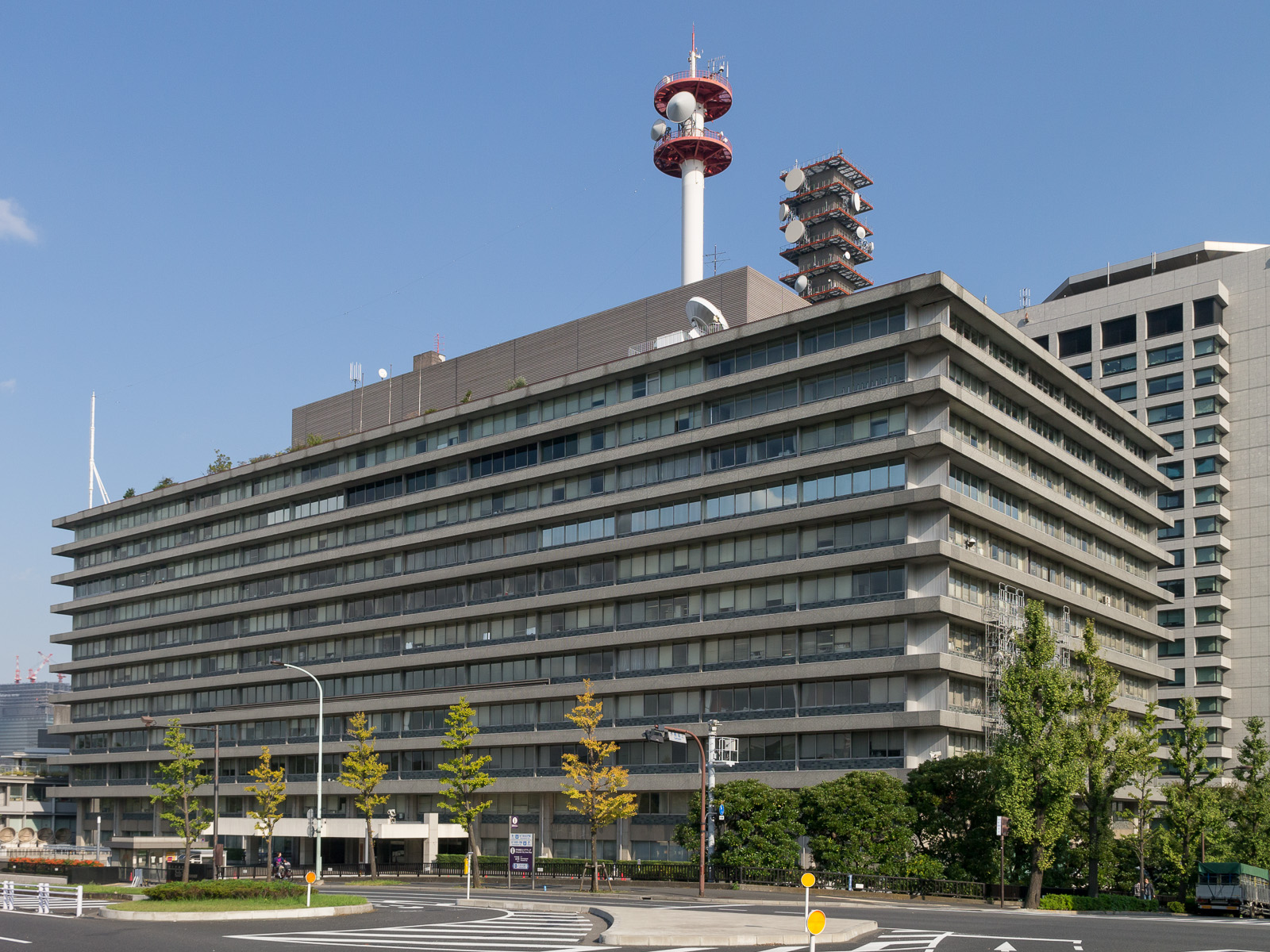
Основной корпус Министерства земли, инфраструктуры и транспорта

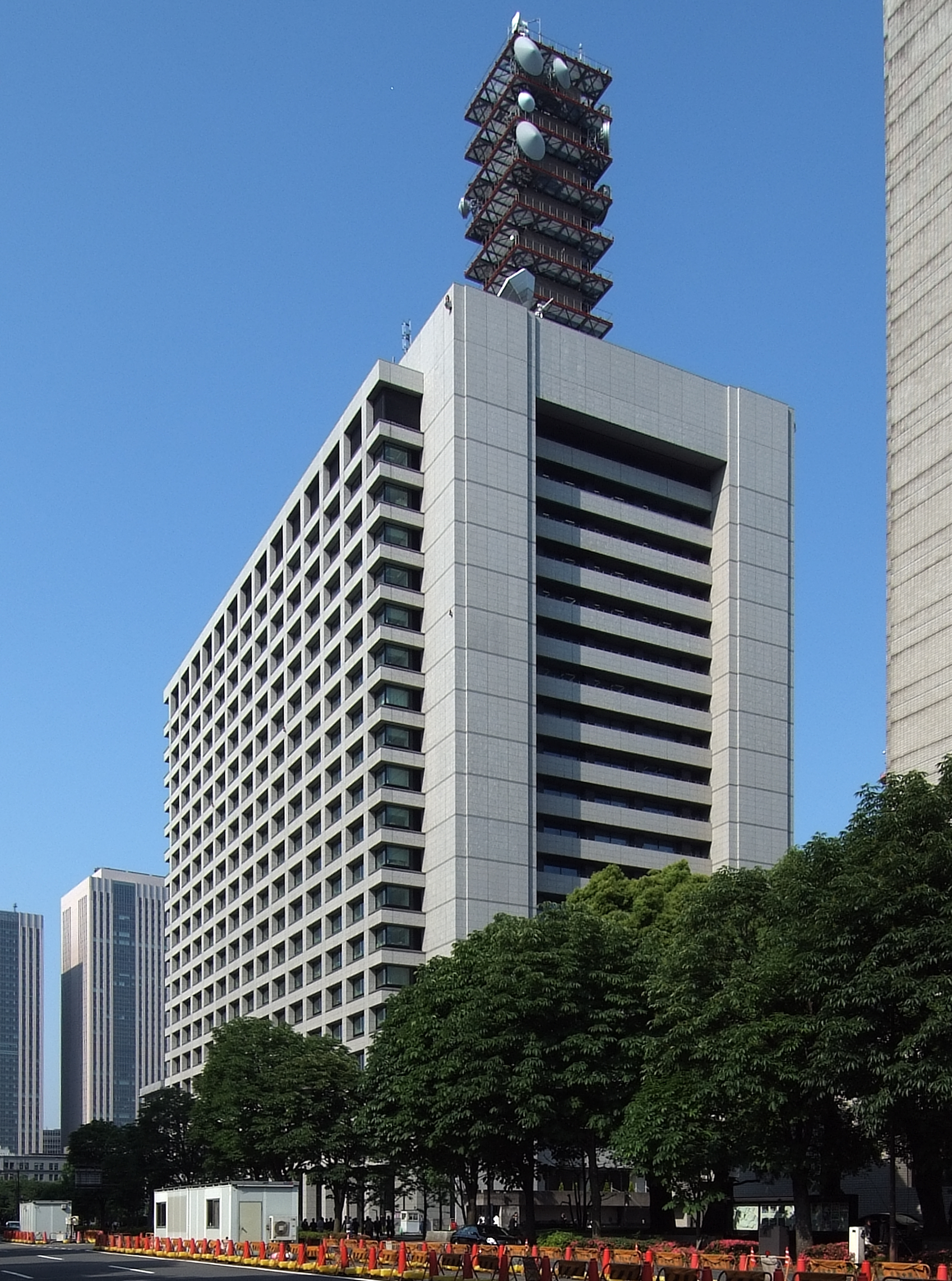
Дополнительный корпус Министерства земли, инфраструктуры и транспорта

Министерство земли, инфраструктуры, транспорта и туризма (яп. 国土交通省, кокудо ко: цу:-сё:) — одно из центральных министерств Правительства Японии. C августа 2022 года министром является Сайто Тэцуо
Министерство земли, инфраструктуры, транспорта и туризма призвано эффективно распоряжаться земельными ресурсами Японии, осуществлять надзор над строительством и ремонтом в населённых пунктах, путей наземного сообщения, а также поддерживать в соответствующем состоянии реки и озёра. К важным обязанностям этого ведомства относится управление транспортом, туризмом, метеорологическое наблюдение, противодействие авариям и катастрофам, и обеспечение безопасности морей и океана.

## История
Министерство является вторым по величине среди министерств Японии по количеству штатных работников. Оно было образовано путём объединения в январе 2001 года Министерства транспорта (яп. 運輸省, унъю-сё:), Министерства строительства (яп. 建設省, кэнсэцу-сё:), а также Отдела развития Хоккайдо (яп. 北海道開発庁, хоккайдо:-кайхацу-тё) и Земельных отделов (яп. 国土庁, кокудо-тё) других 4-х министерств.
Одним из подразделений министерства является Государственная палата по геопространственной информации Японии (яп. 国土地理院, кокудо-тири-ин).

## Список министров
- Тикагэ Ооги (6 января 2001 — 22 сентября 2003)
- Нобутэру Исихара (22 сентября 2003 — 27 сентября 2004)
- Кадзуо Китагава (27 сентября 2004 — 26 сентября 2006)
- Тэцудзо Фуюсиба (26 сентября 2006 — 2 августа 2008)
- Садакадзу Танигаки (2 августа 2008 — 24 сентября 2008)
- Нариаки Накаяма (24 сентября 2008 — 28 сентября 2008)
- Кадзуёси Канэко (28 сентября 2008 — 16 сентября 2009)
- Сэйдзи Маэхара (16 сентября 2009 — 17 сентября 2010)
- Сумио Мабути (17 сентября 2010 — 14 января 2011)
- Акихиро Охата (16 сентября 2011 — 2 сентября 2011)
- Такэси Маэда (2 сентября 2011 — 4 июня 2012)
- Юитиро Хата (4 июня 2012 — настоящее время)